# Pays-de-Saint-Gilles-Croix-de-Vie-Agglomération
Pays-de-Saint-Gilles-Croix-de-Vie Agglomération, précédemment communauté de communes du Pays-de-Saint-Gilles-Croix-de-Vie (CCPSG), est une intercommunalité à fiscalité propre française située dans le département de la Vendée et la région des Pays-de-la-Loire.
Créée le 1er janvier 2010, elle résulte de la fusion des deux communautés de communes du canton de Saint-Gilles-Croix-de-Vie, Atlancia et Côte-de-Lumière. Elle est élevée en communauté d’agglomération au 1er janvier 2022.

## Historique
Créée le 1er janvier 2010, elle résulte de la fusion des deux communautés de communes du canton de Saint-Gilles-Croix-de-Vie, Atlancia et Côte-de-Lumière.
Au 1er janvier 2022, elle devient une communauté d'agglomération.

## Territoire communautaire

### Géographie
Située à l'ouest  du département de la Vendée, la communauté d'agglomération du Pays de Saint-Gilles-Croix-de-Vie regroupe 14 communes et présente une superficie de 292,2 km2. Géographiquement, elle appartient au Bas-Bocage. Elle est traversée par quatre cours d’eau principaux : le Gué-Gorand, le Jaunay, le Ligneron et la Vie. La superficie du territoire communautaire est de 29 224 hectares, avec une altitude variant de 0 (dans plusieurs communes) à 61 mètres (à Coëx).
De 2010 à 2015, toutes les communes de l’intercommunalité étaient contenues dans le périmètre du canton de Saint-Gilles-Croix-de-Vie. Depuis le 2 avril 2015, elles appartiennent au canton de Saint-Hilaire-de-Riez, à l’exception de Notre-Dame-de-Riez, située dans celui de Saint-Jean-de-Monts. Néanmoins, elles se trouvent toutes dans l’arrondissement des Sables-d'Olonne.

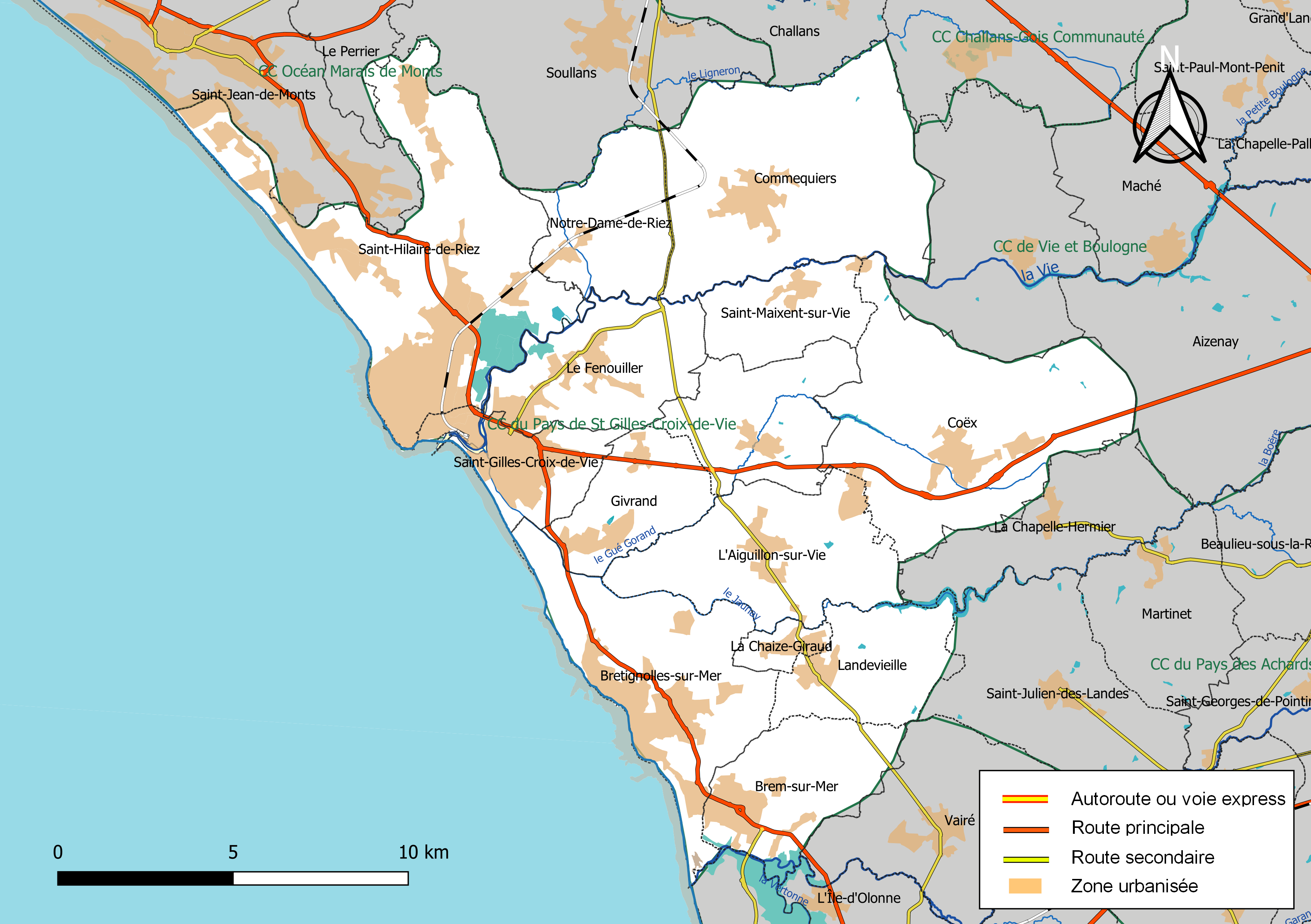
Carte de la communauté de communes du Pays de Saint-Gilles-Croix-de-Vie au 1er janvier 2019.

### Composition
La communauté d'agglomération est composée des 14 communes suivantes :

| Nom                       | Code Insee | Gentilé          | Superficie (km2) | Population (dernière pop. légale) | Densité (hab./km2) |
| ------------------------- | ---------- | ---------------- | ---------------- | --------------------------------- | ------------------ |
| Givrand (siège)           | 85100      |                  | 11,69            | 2 216 (2022)                      | 190                |
| L’Aiguillon-sur-Vie       | 85002      | Aiguillonnais    | 23,22            | 2 207 (2022)                      | 95                 |
| Brem-sur-Mer              | 85243      | Brémois          | 15,85            | 2 933 (2022)                      | 185                |
| Bretignolles-sur-Mer      | 85035      |                  | 27,32            | 5 139 (2022)                      | 188                |
| La Chaize-Giraud          | 85045      |                  | 2,71             | 1 103 (2022)                      | 407                |
| Coëx                      | 85070      |                  | 39,56            | 3 416 (2022)                      | 86                 |
| Commequiers               | 85071      |                  | 40,26            | 3 708 (2022)                      | 92                 |
| Le Fenouiller             | 85088      |                  | 17,81            | 4 978 (2022)                      | 280                |
| Landevieille              | 85120      |                  | 13,57            | 1 512 (2022)                      | 111                |
| Notre-Dame-de-Riez        | 85189      | Riezais          | 14,62            | 2 179 (2022)                      | 149                |
| Saint-Gilles-Croix-de-Vie | 85222      | Gillocruciens    | 10,25            | 8 140 (2022)                      | 794                |
| Saint-Hilaire-de-Riez     | 85226      | Hilairois        | 48,85            | 12 923 (2022)                     | 265                |
| Saint-Maixent-sur-Vie     | 85239      | Saint-Maixentais | 10,71            | 1 196 (2022)                      | 112                |
| Saint-Révérend            | 85268      | Révérendais      | 15,82            | 1 526 (2022)                      | 96                 |

### Démographie
| 1968   | 1975   | 1982   | 1990   | 1999   | 2010   | 2015   | 2021   |
| ------ | ------ | ------ | ------ | ------ | ------ | ------ | ------ |
| 22 217 | 24 604 | 27 017 | 30 171 | 34 668 | 44 856 | 47 820 | 52 407 |

## Administration

### Siège
Le siège de la communauté d'agglomération est situé dans la zone d’activités économiques du Soleil-Levant, à Givrand.

### Conseil communautaire
Selon l’arrêté préfectoral portant établissement du nombre et répartition des délégués du 25 octobre 2019, le conseil communautaire comprend par commune :
| Nombre de conseillers                   | Communes                                                                         |
| --------------------------------------- | -------------------------------------------------------------------------------- |
| 11                                      | Saint-Hilaire-de-Riez                                                            |
| 7                                       | Saint-Gilles-Croix-de-Vie                                                        |
| 4                                       | Bretignolles-sur-Mer et Le Fenouiller                                            |
| 3                                       | Brem-sur-Mer, Coëx et Commequiers                                                |
| 2                                       | L'Aiguillon-sur-Vie, Givrand, Landevieille, Notre-Dame-de-Riez et Saint-Révérend |
| 1 (+ 1 suppléant)                       | La Chaize-Giraud et Saint-Maixent-sur-Vie                                        |
| Conseil communautaire : 47 conseillers. |                                                                                  |

### Présidence
| Période         | Période         | Identité          | Étiquette | Qualité                                          |
| --------------- | --------------- | ----------------- | --------- | ------------------------------------------------ |
| 7 janvier 2010  | 10 juillet 2020 | Christophe Chabot | DVD       | Maire de Bretignolles-sur-Mer (de 2001 à 2020)   |
| 10 juillet 2020 | En cours        | François Blanchet | LR        | Maire de Saint-Gilles-Croix-de-Vie (depuis 2014) |

### Compétences
La communauté d'agglomération exerce plusieurs compétences conformément aux Statuts de la communauté de communes du Pays-de-Saint-Gilles-Croix-de-Vie, créés par l’autorité préfectorale compétente, c’est-à-dire le sous-préfet des Sables-d’Olonne puisque le siège est situé dans l’arrondissement des Sables-d'Olonne.
Ces compétences sont notamment :
| Thématiques                                        | Compétences |
| -------------------------------------------------- | --- |
| Environnement et cadre de vie                      | - Assainissement non collectif - Collecte des déchets ménagers et assimilés - Autres actions environnementales |
| Sanitaires et social                               | - Action sociale |
| Politique de la ville                              | - Plan local pour l’insertion et l’emploi |
| Dispositifs locaux de prévention de la délinquance | - Conseil intercommunal de sécurité et de prévention de la délinquance |
| Développement et aménagement économique            | - Création, aménagement, entretien et gestion de zone d’activités industrielle, commerciale, tertiaire, artisanale ou touristique - Action de développement économique (soutien des activités commerciales ou de l’emploi, soutien des activités agricoles et forestières, etc.                                                                                       |
| Développement et aménagement social et culturel    | - Construction ou aménagement, entretien, gestion d’équipements ou d’établissements culturels, socioculturels, socio-éducatifs - Construction ou aménagement, entretien, gestion d’équipements ou d’établissements sportifs - Établissements scolaires - Activités périscolaires - Activités culturelles ou socioculturelles                                          |
| Aménagement de l’espace                            | - Schéma de cohérence territoriale (SCOT) - Schéma de secteur - Création et réalisation de zone d’aménagement concertée - Transport scolaire |
| Voirie                                             | - Création, aménagement, entretien de la voirie |
| Développement touristique                          | - Tourisme |
| Logement et habitat                                | - Programme local de l’habitat - Politique du logement social - Action et aide financière en faveur du logement social d’intérêt communautaire - Action en faveur du logement des personnes défavorisées par des opérations d’intérêt communautaire - Opération programmée d’amélioration de l’habitat - Amélioration du parc immobilier bâti d’intérêt communautaire |
| Infrastructures                                    | - Ports |
| Autres                                             | - NTIC (Internet, câble, etc.) |

### Participation à d’autres groupements
| Groupement                                                                                            | No SIREN    | Type | Création         |
| --- | ----------- | ---- | ---------------- |
| Syndicat d’adduction en eau potable de la vallée du Jaunay                                            | 258 501 451 | SMF  | 18 mai 1953      |
| Syndicat départemental d’énergie et d’équipement de la Vendée                                         | 200 042 489 | SMF  | 29 novembre 2013 |
| Syndicat mixte des marais de Saint-Jean-de-Monts et Beauvoir-sur-Mer                                  | 258 501 816 | SMO  | 16 août 1984     |
| Syndicat mixte e-collectivités de la Vendée                                                           | 200 043 115 | SMO  | 1er janvier 2014 |
| Syndicat mixte des marais des Olonnes                                                                 | 258 502 012 | SMO  | 27 novembre 1981 |
| Syndicat mixte du Vendéopôle du Pays de Saint-Gilles-Croix-de-Vie                                     | 200 020 543 | SMO  | 4 juin 2009      |
| Syndicat mixte des marais de la Vie, du Ligneron et du Jaunay                                         | 258 501 923 | SMO  | 21 novembre 1980 |
| Syndicat mixte du schéma d’aménagement et de gestion des eaux Auzance Vertonne et cours d’eau côtiers | 258 503 226 | SMF  | 18 mai 2004      |
| Syndicat mixte départemental d’études et de traitement des déchets ménagers et assimilés de la Vendée | 258 502 962 | SMF  | 17 juillet 1987  |

### Régime fiscal et budget

#### Régime fiscal
Le régime fiscal de la communauté d'agglomération est la fiscalité professionnelle unique (FPU).

#### Budget et fiscalité
| Postes                                                          | 2010         | 2011         | 2012         | 2013         | 2014         | 2015         |
| --------------------------------------------------------------- | ------------ | ------------ | ------------ | ------------ | ------------ | ------------ |
| Produits de fonctionnement                                      | 19 707 000 € | 11 588 000 € | 13 726 000 € | 22 967 000 € | 21 829 000 € | 22 756 000 € |
| Charges de fonctionnement                                       | 16 526 000 € | 11 152 000 € | 11 914 000 € | 19 096 000 € | 17 877 000 € | 18 820 000 € |
| Ressources d’investissement                                     | 9 903 000 €  | 2 847 000 €  | 5 266 000 €  | 11 604 000 € | 10 162 000 € | 7 460 000 €  |
| Emplois d’investissement                                        | 9 879 000 €  | 2 457 000 €  | 5 146 000 €  | 9 182 000 €  | 7 909 000 €  | 6 931 000 €  |
| Dette                                                           | 11 547 000 € | 10 307 000 € | 10 189 000 € | 8 980 000 €  | 8 184 000 €  | 7 127 000 €  |
| Source : base Alize du ministère de l’Économie et des Finances. |              |              |              |              |              |              |

## Identité visuelle
La communauté de communes s’est dotée d’un logotype, réalisé dans le cadre d’un concours organisé en mars 2010 ; il est l’œuvre de Laura Pilet. Il a évolué pour le passage en communauté d'agglomération, le 1er janvier 2022.

Logotype (de mars 2010 à décembre 2021).
Logotype (depuis janvier 2022).